# Barthélemy Robaglia
Barthélemy Robaglia, né à Sceaux le 8 juillet 1867 et mort à Paris 14e le 18 octobre 1941, officier de marine et homme politique français.

## Biographie
Il fut Sous-secrétaire d'État chargé de l'Aéronautique et des Transports Aériens du 19 juillet 1926 au 22 juillet 1926 dans l'éphémère Gouvernement Édouard Herriot (2).
Il est élu député de la Seine de 1924 à 1928.
En mai 1920, il est nommé membre du comité directeur de la Ligue des patriotes présidée par Maurice Barrès.
Il est inhumé au cimetière du Montparnasse (division 1).

## Sources
- « Barthélemy Robaglia », dans le Dictionnaire des parlementaires français (1889-1940), sous la direction de Jean Jolly, PUF, 1960 [détail de l’édition]